# Emiel Devos
Emiel Devos (Beveren-bij-Roeselare, 15 februari 1886 – Beveren-bij-Roeselare, 17 december 1964) was een Vlaamse kunstenaar.

## Biografie
Devos kreeg zijn opleiding aan de Academie voor Bouw- en Tekenkunde in Roeselare van 1889 tot 1905. Daarna was hij tot 1920 actief in het binnenhuisdecoratie-atelier van Emiel Duyvewaardt, een van de bekendste decorateurs van zijn tijd. Devos was lid van de Kunstkring Roeselare en zou stilaan zijn eigen kunstenaarsloopbaan opbouwen. Vanaf 1930 tot 1951 was hij werkzaam als tekenleraar aan de Academie van Roeselare. Zijn voorkeur ging uit naar landschappen (met een passie voor duinen), oude gebouwen en in het bijzonder naar bloemstukken. Hij wordt nog vaak herinnerd als de 'bloemenschilder'. Zijn werk is traditioneel, maar van een grote vaardigheid en perfectionistisch. In zijn tijd was hij een gewaardeerd kunstenaar. Hij kreeg tijdens het interbellum de opdracht van de stad Roeselare om in de conferentiezaal een monumentale muurschildering te maken op basis van de kaart van Sanderus van het Roeselaarse stadscentrum in het midden van de zeventiende eeuw.

## Bron
- Michiel DEBRUYNE. Lexicon van de West-Vlaamse beeldende kunstenaars. Deel VI, 77.